# 單斑藍子魚
單斑藍子魚，又名單斑臭肚魚、狐藍子魚、臭肚魚，為輻鰭魚綱鱸形目刺尾魚亞目藍子魚科的其中一個種。

## 分布
本魚西太平洋區，包括琉球群島、中國南海、澳洲西部沿海、菲律賓等海域。

## 分度
水深1至5公尺。

## 特徵
本魚吻略延長成管狀，體色在魚體1/3的部份以白色為底上有2條黑色寬斜帶，一條自頭頂延伸至吻端，另一條自鰓蓋後上方向喉部延伸，並擴及腹鰭處。後2/3部分則為均勻的亮黃色，在身體後上方有2個大黑斑，有時會相連，有時又會消失不見。各鰭除胸鰭透明外，其它的均為亮黃色。背鰭硬棘13枚、軟條10枚；臀鰭硬棘9枚、軟條13枚。尾鰭略凹入。體長可達24公分。另外各鰭鰭棘上有毒腺，被刺到會引起劇痛，須小心。

## 生態
本魚幼魚和次成魚常成群地在珊瑚礁邊緣處活動，有時會沒入礁叢中覓食，以藻類為食。成魚則多單獨或成對出現。

## 經濟利用
為體色鮮艷的高級觀賞魚，不供食用。